# Huamelulteco jezik
Huamelulteco jezik (ISO 639-3: clo; huamelultec, chontal de la costa de oaxaca, huamelula chontal, huamelulteco; nizinski oaksački čontal; Lowland Oaxaca Chontal), jezik Huamelultec Indijanaca iz Južne Oaxace u Meksiku kojim govori 950 ljudi (1990 popis) u naseljima San Pedro Huamelula i Santiago Astata.
Pripada porodici tequistlatec, koja se klasificira u širu porodicu hoka.

## Vanjske poveznice
- Ethnologue (14th)
- Ethnologue (15th)